# De thematibus
De Thematibus (in greco: Περὶ τῶν Θεμάτων, in italiano: Sui temi o Libro dei temi) è un'opera attribuita all'imperatore bizantino Costantino VII Porfirogenito (913–959), o scritta sotto il suo auspicio, che descrive la struttura dei themata dell'impero.

## Struttura ed edizioni
Il De Thematibus fu composto probabilmente verso il 934, dal basileus Costantino VIIː in effetti, si tratta di una produzione molto precoce, certamente molto rozza nella forma, da imputare alla giovane età di Costantino. 
Il trattato è diviso in due libri, di cui il primo descrive i themata orientali (situati nell'Asia minore) e il secondo quelli della parte occidentale (situati in Europa). L'autore non riporta, in realtà, la situazione geografica ed amministrativa della sua epoca, ma riprende delle fonti più antiche - quali Stefano di Bisanzio Ellanico, Alessandro Poliistore, Nicola di Damasco e Dionigi il Periegeta) -, anche se l'autore al quale si rifà di più è comunque Ierocle, un contemporaneo di Giustiniano I che egli spesso copia pedissequamente. Sono riportate, perciò, all'interno dell'opera, città e suddivisioni amministrative ormai scomparse all'epoca della sua composizione e mancano città fondate dopo il V secolo; questo difetto è maggiormente presente nel secondo libro, segno che i bizantini del X secolo avevano una conoscenza migliore della situazione asiatica rispetto a quella europea. 
Un altro difetto dell'opera è che spesso, invece che fornire dettagli sull'amministrazione, sulla geografia, sulla situazione sociale ed economica delle province, sulle imposte si sofferma su citazioni di poeti (quali ad esempio Omero od Esiodo), ricerche etimologiche, epigrammi sui vizi di alcuni popoli.
L'opera ha avuto più edizioni, a partire dal primo libro, con traduzione latina e note di V. Vulcanius, a Leida, nel 1588, in ottavo; il secondo libro, con traduzione latina e note di T. Morellus, invece, fu stampato solo nel 1609, in ottavo, a Parigi. Tali edizioni, vennero ristampate insieme ad altre opere di Costantino VII da Meursius, a Leida, nel 1617, in ottavo.>.